# هومر دوايت شابمان
هومر دوايت شابمان (بالإنجليزية: Homer Dwight Chapman)‏ هو أستاذ جامعي وعالم نبات أمريكي، ولد في 4 أكتوبر 1898 في دارلينجتون في الولايات المتحدة، وتوفي في 4 أبريل 2005.